# Селище (община Куршумлия)
Вижте пояснителната страница за други значения на Селище.
Селище (на сръбски: Селиште или Selište) е село в Сърбия, Топлишки окръг, община Куршумлия. Според Националната статистическа служба на Република Сърбия през 2011 г. селото има 20 жители.

## Демография
Броят на населението в годините 1948 – 2011 е както следва: